# Cucullia magnifica
Cucullia magnifica là một loài bướm đêm trong họ Noctuidae.